# Ochai Agbaji
Ochai Young Agbaji, né le 20 avril 2000 à Milwaukee dans le Wisconsin, est un joueur américain de basket-ball évoluant aux postes d'arrière et d'ailier.

## Biographie

### Carrière universitaire
Ochai Agbaji joue quatre saisons avec les Jayhawks du Kansas, il devient champion universitaire en 2022 face aux Tar Heels de la Caroline du Nord et remporte aussi le trophée de Most Outstanding Player, récompensant le meilleur joueur du Final Four. Il se présente ensuite pour la draft 2022 où il est attendu parmi les quinze premiers choix.

### Carrière professionnelle
Il est choisi en 14e position par les Cavaliers de Cleveland lors de la draft 2022. 
Le 2 juillet 2022, il signe un contrat rookie avec les Cavaliers pour 3,9 millions de dollars la première année et 18,7 millions de dollars sur quatre ans. Il participe à la NBA Summer League 2022 avec les Cavaliers.
Début septembre 2022, il est transféré vers le Jazz de l'Utah avec Collin Sexton, Lauri Markkanen et trois premiers tours de draft contre Donovan Mitchell.

#### Jazz de l'Utah (2022-février 2024)
Ochai Agbaji fait ses débuts en NBA le 19 octobre 2022 en jouant 1 minute lors de la victoire des Jazz face aux Nuggets de Denver (123 à 102). Il est envoyé en G-League début novembre 2022 chez les Stars de Salt Lake City, l'équipe affiliée aux Jazz de l'Utah. Le 21 mars 2023, il réalise sa meilleure performance en carrière en inscrivant 27 points avec un 6 sur 10 à trois points lors de la victoire du Jazz sur les Kings de Sacramento. Le 5 avril 2023, il inscrit 22 points face aux Lakers de Los Angeles. Le 9 avril 2023, il établit un nouveau record personnel en inscrivant 28 points face aux Nuggets.

#### Raptors de Toronto (depuis février 2024)
En février 2024, avec Kelly Olynyk, il est transféré aux Raptors de Toronto contre Kira Lewis Jr. et Otto Porter.

## Palmarès

### Université
- Champion NCAA en 2022
- Most Outstanding Player du Final Four en 2022
- Consensus first-team All-American en 2022
- Big 12 Player of the Year en 2022
- First-team All-Big 12 en 2022

## Statistiques

### Universitaires
Les statistiques d'Ochai Agbaji en match universitaire sont les suivantes :
| Saison    | Équipe   | Matchs | Titul. | Min./m | % Tir | % 3pts | % LF | Rbds/m. | Pass/m. | Int/m. | Ctr/m. | Pts/m. |
| --------- | -------- | ------ | ------ | ------ | ----- | ------ | ---- | ------- | ------- | ------ | ------ | ------ |
| 2018-2019 | Kansas   | 22     | 16     | 25,9   | 44,9  | 30,7   | 69,4 | 4,60    | 0,90    | 0,50   | 0,50   | 8,50   |
| 2019-2020 | Kansas   | 31     | 31     | 33,3   | 42,8  | 33,8   | 67,3 | 4,20    | 2,00    | 1,20   | 0,30   | 10,00  |
| 2020-2021 | Kansas   | 30     | 30     | 33,7   | 42,0  | 37,7   | 68,9 | 3,70    | 1,90    | 1,10   | 0,50   | 14,10  |
| 2021-2022 | Kansas   | 39     | 39     | 35,1   | 47,5  | 40,7   | 74,3 | 5,10    | 1,60    | 0,90   | 0,60   | 18,80  |
| Carrière  | Carrière | 122    | 116    | 32,6   | 44,8  | 37,3   | 71,4 | 4,40    | 1,60    | 1,00   | 0,50   | 13,50  |

### En NBA
Les statistiques d'Ochai Agbaji en match de saison régulière sont les suivantes :
| Saison    | Équipe   | Matchs | Titul. | Min./m | % Tir | % 3pts | % LF | Rbds/m. | Pass/m. | Int/m. | Ctr/m. | Pts/m. |
| --------- | -------- | ------ | ------ | ------ | ----- | ------ | ---- | ------- | ------- | ------ | ------ | ------ |
| 2022-2023 | Utah     | 59     | 22     | 20,5   | 42,7  | 35,5   | 81,2 | 2,1     | 1,1     | 0,3    | 0,3    | 7,9    |
| Carrière  | Carrière | 59     | 22     | 20,5   | 42,7  | 35,5   | 81,2 | 2,1     | 1,1     | 0,3    | 0,3    | 7,9    |

### En NBA Gatorade League
Les statistiques d'Ochai Agbaji en match de saison régulière sont les suivantes :
| Saison    | Équipe         | Matchs | Titul. | Min./m | % Tir | % 3pts | % LF | Rbds/m. | Pass/m. | Int/m. | Ctr/m. | Pts/m. |
| --------- | -------------- | ------ | ------ | ------ | ----- | ------ | ---- | ------- | ------- | ------ | ------ | ------ |
| 2022-2023 | Salt Lake City | 9      | 9      | 32,0   | 38,3  | 31,5   | 87,5 | 3,4     | 2,0     | 0,6    | 0,8    | 13,1   |
| Carrière  | Carrière       | 9      | 9      | 32,0   | 38,3  | 31,5   | 87,5 | 3,4     | 2,0     | 0,6    | 0,8    | 13,1   |